# جوني كرايغ
جوني كرايغ هو مغن مؤلف كندي، ولد في 26 مارس 1986 في أبوتسفورد في كندا.

## وصلات خارجية
- جوني كرايغ على موقع ميوزك برينز (الإنجليزية)
- جوني كرايغ على موقع أول ميوزيك (الإنجليزية)
- جوني كرايغ على موقع ديسكوغز (الإنجليزية)